# 2010년 동계 올림픽 크로스컨트리 여자 4 x 5km 계주
2010년 동계 올림픽 2010년 동계 올림픽 크로스컨트리 여자 4 x 5km 계주는 휘슬러 올림픽 공원에서 PST 기준으로 2010년 2월 25일 11:15에 열린다.
각 팀의 주자들은 4명으로 구성되며 한 명당 5km씩 달린다. 첫 번째와 두 번째 주자는 클래식 주법으로, 세 번째와 네 번째 주자는 프리 주법으로 경기해야 된다.

## 결과
- 결과가 나오는 대로 추가함.